# Singram leprevosti
Singram leprevosti is een hooiwagen uit de familie Gonyleptidae.